# Liste des résolutions du Conseil de sécurité des Nations unies adoptées en 1998
Les résolutions du Conseil de sécurité des Nations unies sont les décisions qui sont votées par le Conseil de sécurité des Nations unies.
Une telle résolution est acceptée si au moins neuf des quinze membres (depuis le 17 décembre 1963, 11 membres avant cette date) votent en sa faveur et si aucun des membres permanents qui sont la Chine, les États-Unis, la France, le Royaume-Uni et la Russie (l'Union soviétique avant 1991) n'émet de vote contre (qui est désigné couramment comme un veto).

## Résolutions 1147 à 1149
- Résolution 1147 : la situation en Croatie.
- Résolution 1148 : la situation concernant le Sahara occidental.
- Résolution 1149 : la situation en Angola.

## Résolutions 1150 à 1159
- Résolution 1150 : la situation en Géorgie.
- Résolution 1151 : la situation au Moyen-Orient.
- Résolution 1152 : la situation en République centrafricaine.
- Résolution 1153 : la situation entre l'Irak et le Koweït.
- Résolution 1154 : la situation entre l'Irak et le Koweït.
- Résolution 1155 : la situation en République centrafricaine.
- Résolution 1156 : la situation en Sierra Leone.
- Résolution 1157 : la situation en Angola.
- Résolution 1158 : la situation entre l'Irak et le Koweït.
- Résolution 1159 : la situation en République centrafricaine.

## Résolutions 1160 à 1169
- Résolution 1160 : la Lettre du Royaume-Uni de Grande-Bretagne (S/1998/223) et la Lettre des États-Unis d'Amérique (S/1998/272).
- Résolution 1161 : la situation concernant le Rwanda.
- Résolution 1162 : la situation en Sierra Leone.
- Résolution 1163 : la situation concernant le Sahara occidental.
- Résolution 1164 : la situation en Angola.
- Résolution 1165 : la situation concernant le Rwanda.
- Résolution 1166 : tribunal international sur le territoire de l'ex-Yougoslavie.
- Résolution 1167 : la situation au Tadjikistan.
- Résolution 1168 : la situation en Bosnie-Herzégovine.
- Résolution 1169 : la situation au Moyen-Orient.

## Résolutions 1170 à 1179
- Résolution 1170 : la situation en Afrique.
- Résolution 1171 : la situation en Sierra Leone.
- Résolution 1172 : la paix et la sécurité internationales.
- Résolution 1173 : la situation en Angola.
- Résolution 1174 : la situation en Bosnie-Herzégovine.
- Résolution 1175 : la situation entre l'Irak et le Koweït.
- Résolution 1176 : la situation en Angola.
- Résolution 1177 : la situation entre l'Érythrée et l'Éthiopie.
- Résolution 1178 : la situation à Chypre.
- Résolution 1179 : la situation à Chypre.

## Résolutions 1180 à 1189
- Résolution 1180 : la situation en Angola.
- Résolution 1181 : la situation en Sierra Leone.
- Résolution 1182 : la situation en République centrafricaine.
- Résolution 1183 : la situation en Croatie.
- Résolution 1184 : la situation en Bosnie-Herzégovine.
- Résolution 1185 : la situation concernant le Sahara occidental.
- Résolution 1186 : la situation dans l'ancienne République yougoslave de Macédoine
- Résolution 1187 : la situation en Géorgie.
- Résolution 1188 : la situation au Moyen-Orient.
- Résolution 1189 : le terrorisme international.

## Résolutions 1190 à 1199
- Résolution 1190 : la situation en Angola.
- Résolution 1191 : tribunal international pour l'ex-Yougoslavie.
- Résolution 1192 : attentat de Lockerbie.
- Résolution 1193 : la situation en Afghanistan.
- Résolution 1194 : la situation entre l'Irak et le Koweït.
- Résolution 1195 : la situation en Angola.
- Résolution 1196 : la situation en Afrique.
- Résolution 1197 : la situation en Afrique.
- Résolution 1198 : le Sahara occidental.
- Résolution 1199 : la situation au Kosovo (République fédérative socialiste de Yougoslavie).

## Résolutions 1200 à 1209
- Résolution 1200 : tribunal international pour le Rwanda.
- Résolution 1201 : la situation en République centrafricaine.
- Résolution 1202 : la situation en Angola.
- Résolution 1203 : la situation au Kosovo.
- Résolution 1204 : la situation au Sahara occidental.
- Résolution 1205 : la situation entre l'Irak et le Koweït.
- Résolution 1206 : la situation en Tadjikistan.
- Résolution 1207 : tribunal international pour l'ex-Yougoslavie.
- Résolution 1208 : la situation en Afrique.
- Résolution 1209 : la situation en Afrique, en ce qui concerne l'importance de l'endiguement des mouvements illicites d'armes en Afrique.

## Résolutions 1210 à 1219
- Résolution 1210 : la situation entre l'Irak et le Koweït.
- Résolution 1211 : la situation au Moyen-Orient.
- Résolution 1212 : la question concernant Haïti.
- Résolution 1213 : la situation en Angola.
- Résolution 1214 : la situation en Afghanistan.
- Résolution 1215 : la question du Sahara occidental.
- Résolution 1216 : la situation la Guinée-Bissau.
- Résolution 1217 : la situation en Chypre.
- Résolution 1218 : la situation en Chypre.
- Résolution 1219 : la situation en Angola.